# بيت الجبلى (الشغادرة)

تعديل مصدري - تعديل

بيت الجبلى هي إحدى قرى عزلة المسواح بمديرية الشغادرة التابعة لمحافظة حجة، بلغ تعداد سكانها 316 نسمة حسب تعداد اليمن لعام 2004.